# Max Martin Stein
Max Martin Stein (* 27. Juli 1911 in Jena; † 9. Dezember 2001 in Düsseldorf) war ein deutscher Pianist und Musikpädagoge.

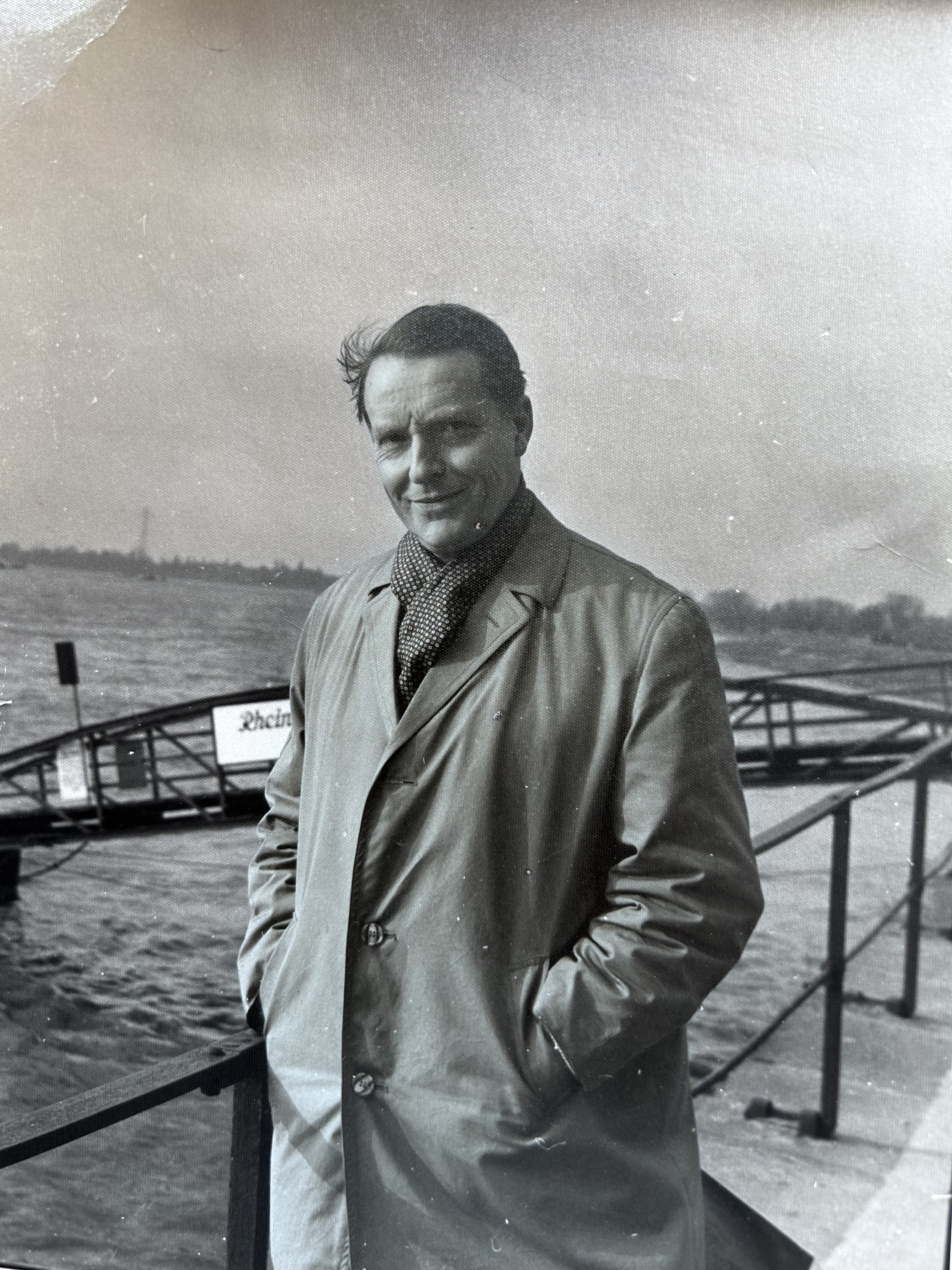
Max Martin Stein

## Leben
Max Martin Stein war Sohn von Margarete Stein, geborene Czerny (1880–1968) und Fritz Stein. Sein Vater war ein bedeutender Theologe, Dirigent, Musikwissenschaftler, Hofkapellmeister, Kirchenmusiker und persönlicher Freund sowie Biograph des Komponisten Max Reger. Seine Mutter war Pianistin und veröffentlichte 1936 ihre Erinnerungen an den Komponisten Max Reger unter dem Titel Stunden mit Max Reger. Seine Schwester Hedwig Stein, ebenfalls Pianistin, heiratete den russisch-englischen Pianisten Iso Elinson und lebte in England.
Max Martin Stein war mit Ilsabe Stein, geborene Freiin Löw von und zu Steinfurth (1911–2009), verheiratet. Das Paar hatte drei Kinder. Maria Koster, geb. Stein, die Musikpädagogin Mechthild Stein und den Organist Christian Stein.
Seine Heimat in Schleswig-Holstein prägte Steins Jugendzeit nachhaltig. Entscheidende Jahre bis zu seinem Abitur an der Gelehrtenschule KGS verbrachte er in Kiel, wo sein Vater Fritz Stein von 1918 bis 1933 als Organist, Generalmusikdirektor und Ordinarius für Musikwissenschaft tätig war. In der Zeit des Nationalsozialismus hatte er eine führende Position in der Reichsmusikkammer und war maßgeblich an der Gleichschaltung des Musikwesens beteiligt. Bekannte Persönlichkeiten wie Vladimir Horowitz, Walter Gieseking, Arthur Schnabel, Wilhelm Backhaus, Eduard Erdmann, Arnold Schönberg und Edwin Fischer waren regelmäßige Gäste im Hause Stein und pflegten freundschaftliche Beziehungen zur Familie. Wilhelm Furtwängler, der eng mit der Familie verbunden war, empfahl Fritz Stein für die Position des Hochschuldirektors in Berlin. Zudem verkehrten im Hause Stein Persönlichkeiten wie Paul Hindemith, Sergiu Celibidache, Albert Schweitzer und Max Planck, die ebenfalls enge Bindungen zur Familie hatten und Teil ihres Freundeskreises waren. Max Reger wohnte, wenn er in Heidelberg konzertierte, stets bei den Großeltern Czerny und entwickelte eine enge Freundschaft mit dem jungen Fritz Stein. Max Reger übernahm später die Patenschaften für die Kinder Hedwig und Max Martin der Familie Stein und widmete ihnen seine Kinderlieder op. 142. Als Hommage an Reger verfasste Max Martin Stein später das Bändchen Der heitere Reger, eine Sammlung deftig-derber Reger-Aphorismen.

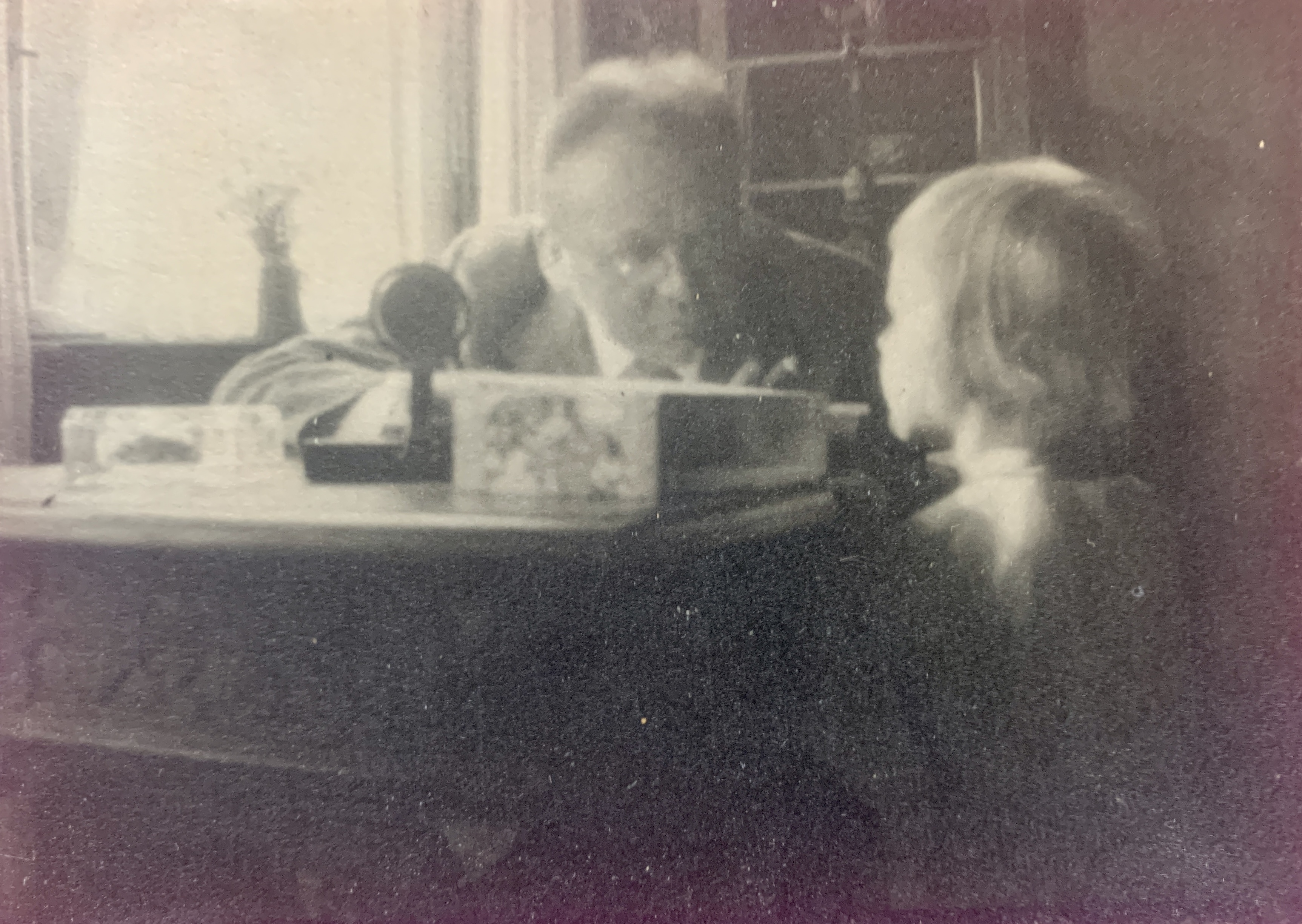
Der junge Max Martin Stein mit seinem Patenonkel Max Reger

Max Martin Stein absolvierte sein hauptamtliches Kirchenmusikstudium am Leipziger Konservatorium, wo er bei Karl Straube (Orgel), Carl Adolf Martienssen (Klavier) und Kurt Thomas (Dirigieren und Komposition) studierte. Seine Weiterbildung als Konzertpianist erhielt er von Edwin Fischer und Carl Adolf Martienssen an der Berliner Musikhochschule. Nach seiner Tätigkeit als Klavierdozent in Breslau und Schwerin wurde er im Jahr 1947 von Joseph Neyses für die Meisterklasse Klavier am Robert Schumann-Konservatorium in Düsseldorf berufen.
Steins pianistische Karriere begann im Alter von 25 Jahren in Berlin. Er trat wiederholt mit renommierten Orchestern wie den Berliner Philharmonikern, dem Leipziger Gewandhausorchester, dem Gürzenich-Orchester und dem Frankfurter Museumsorchester auf. Ab 1936 unternahm er Konzertreisen im In- und Ausland, darunter im Baltikum, Finnland, Dänemark, Rumänien, Bulgarien, Griechenland sowie regelmäßige Auftritte in England und Schottland. Er hatte auch ein Klavierduo mit Franzpeter Göbels und später mit seinem Schwager Hansjörg von Löw.

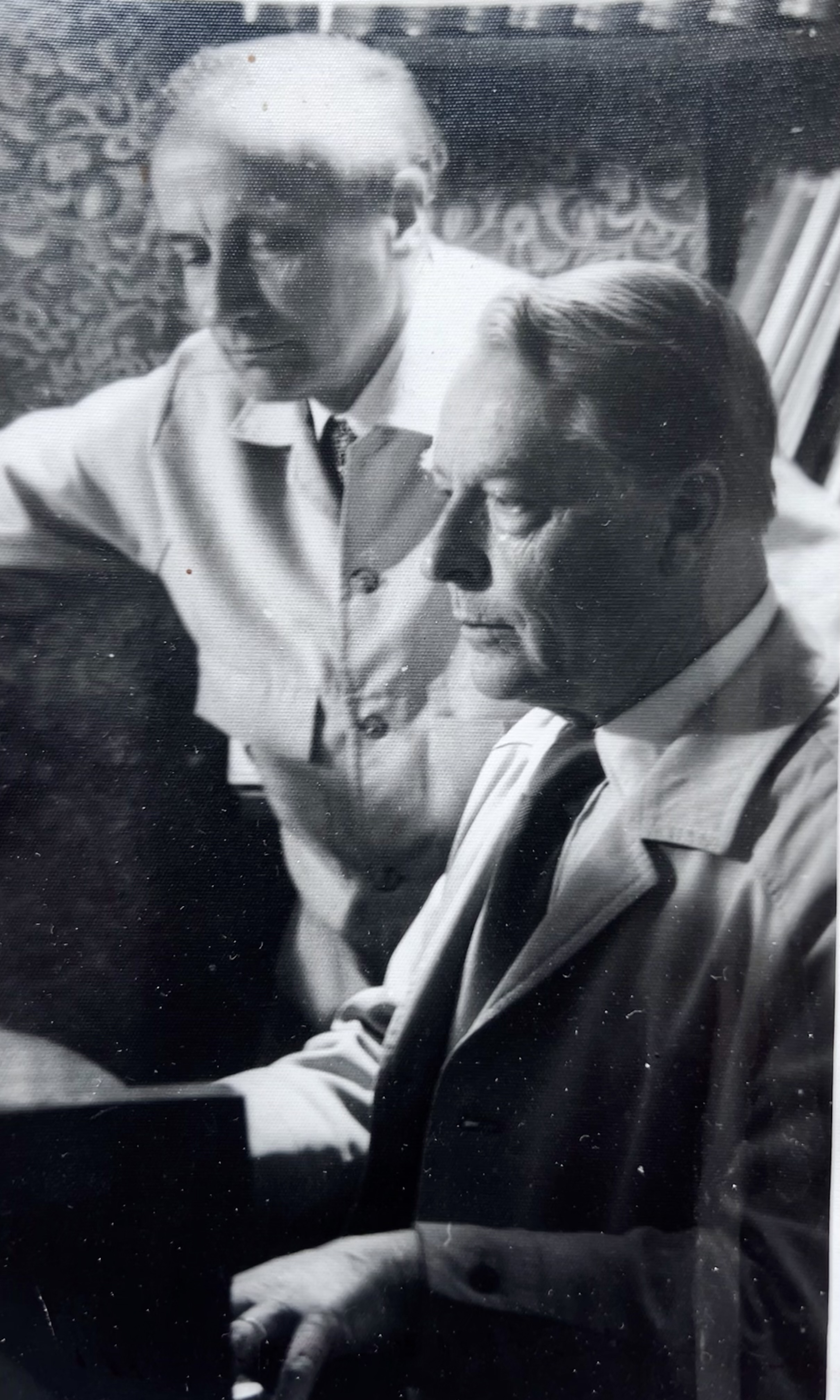
Das Klavierduo Max Martin Stein und sein Schwager Hansjörg von Löw

Im Jahr 1966 führte ihn eine Tournee durch 14 afrikanische Länder, sowohl solistisch als auch zusammen mit dem Bariton Edmund Illerhaus. 1974 erhielt er eine Gastprofessur an der Musashino Musikhochschule in Tokio und unternahm Konzertreisen durch Japan. Das folgende Jahr brachte eine Konzertreise durch Süd- und Südwestafrika, gefolgt von Meisterkursen und Konzerten in Japan, Korea und Taiwan in den Jahren 1976 und 1977. 1978 gab er Konzerte in Südafrika und Swasiland, gefolgt von einer Gastprofessur in Japan im Jahr 1979, mit Konzerten in Tokio und Hokkaido, sowie Kurse in Hongkong und Seoul. Max Martin Stein war elfmal Gastprofessor an der Musashino Musikhochschule in Tokio und wurde auch zum Ehrenbürger der koreanischen Stadt Gwangju ernannt. Seine Lehrtätigkeit genoss großes Ansehen und machte ihn zu einem begehrten Pädagogen.
Max Martin Stein war auch als Konzertpianist bei führenden Rundfunkanstalten im In- und Ausland gefragt. Ein bemerkenswertes Beispiel war sein Live-Auftritt zum 50. Todestag von Max Reger am 7. Oktober 1966 im Rundfunkhaus des Rias Berlin. Neben seinem Vortrag über Regers Beziehung zur Familie Stein spielte er die Reger-Werke Sonatine D-Dur op. 89 Nr. 2 sowie die Beethoven-Variationen op. 86 für zwei Klaviere mit Duopartner Hansjörg von Löw. Stein führte im Frühjahr 1937 im Berliner Beethovensaal als erster Pianist öffentlich die drei letzten Schubert-Sonaten Opus Posthum als geschlossenes Programm auf. Seitdem interpretierte er diese Werkfolge in zahlreichen Konzertsälen im In- und Ausland, u. a. in Berlin, Düsseldorf, Heidelberg, Kiel, Frankfurt, London, Manchester, Kopenhagen, Edinburgh und Tokio. Schuberts Opus Posthum Klaviersonaten, wurden auf Schallplatte im Ursina Motette Verlag / Wiesbaden veröffentlicht. Steins umfangreiches Repertoire als Pianist umfasste Werke für Klavier, Orchester- und Kammermusik, die von der Barockzeit bis zur Moderne reichten. Besonders am Herzen lagen ihm u. a. auch die späten Beethoven-Sonaten op. 109, 110 und 111, die er häufig als geschlossenes Konzertprogramm vortrug.
Während der Herausgabe des Opernschaffens von Christoph Willibald Gluck entdeckte Gerhard Croll eine Mappe mit Gluck-Werken, in der sich die verschollene Klavierkomposition Larghetto und Allegro Es-Dur von Wolfgang Amadeus Mozart für zwei Klaviere befand. Die Uraufführung dieser Komposition fand in der Rundfunkanstalt des WDR Köln am 30. August 1964 statt. Stein, Mitglied des Rotary Club Düsseldorf-Süd, und Hansjörg von Löw präsentierten intern dem rotarischen Freundeskreis die wiederentdeckte Klavierkomposition von Wolfgang Amadeus Mozart im Juweliergeschäft H.J. Wilm in Düsseldorf. Stein und von Löw hielten die Mozartkomposition auch auf Schallplatte fest. Neben Mozarts Werk umfasst die Aufnahme Stücke von Franz Schubert, Johannes Brahms und Igor Strawinsky.
Im Jahr 1984 erlitt Stein einen Schlaganfall, der vorübergehend zu einer Lähmung seiner rechten Körperhälfte führte. Durch intensives Training, einschließlich der Anwendung seiner Martienssen-Technik-Methode, gelang es ihm, seine Fähigkeit zum privaten Klavierspiel wiederzuerlangen. Seine Karriere als Konzertpianist war jedoch beendet. Sein letzter öffentlicher Auftritt fand 1991 anlässlich seines 80. Geburtstags in der Düsseldorfer Musikbibliothek statt, wo er neben ehemaligen Studierenden, die mittlerweile zu Kollegen geworden waren, gemeinsam mit seinem Sohn Christian Stein vierhändig spielte. Im Rahmen dieses Ereignisses wurden auch viele seiner Aquarelle, Gedichte und Korrespondenzen mit bedeutenden Persönlichkeiten ausgestellt. Die Laudatio hielt die damalige Organistin und Chorleiterin der Johanneskirche Düsseldorf, Almut Rößler.
Stein blieb bis kurz vor seinem 90. Geburtstag eine inspirierende Quelle für zahlreiche Musiker, indem er ihnen gelegentlich technische, philosophisch – musikalische Impulse vermittelte. Anlässlich seines 90. Geburtstags am 27. Juli 2001 fand in der Düsseldorfer Neanderkirche ein Jubiläumskonzert statt, das Orgel- und Chormusik, darunter auch Werke von Stein, präsentierte. Die Leitung hatte der Konzertorganist Martin Schmeding
Am 9. Dezember 2001 verstarb Max Martin Stein in Düsseldorf – umgeben von seiner Familie und musikalisch abschiedlich begleitet von dem Musiker Christoph Broll (ehemals Klavier-Klasse, Mechthild Stein) – in seinem Düsseldorfer Zuhause. Seine letzte Ruhestätte befindet sich im Familiengrab Czerny, welches zugleich ein Ehrengrab der Stadt Heidelberg auf dem Waldfriedhof ist.

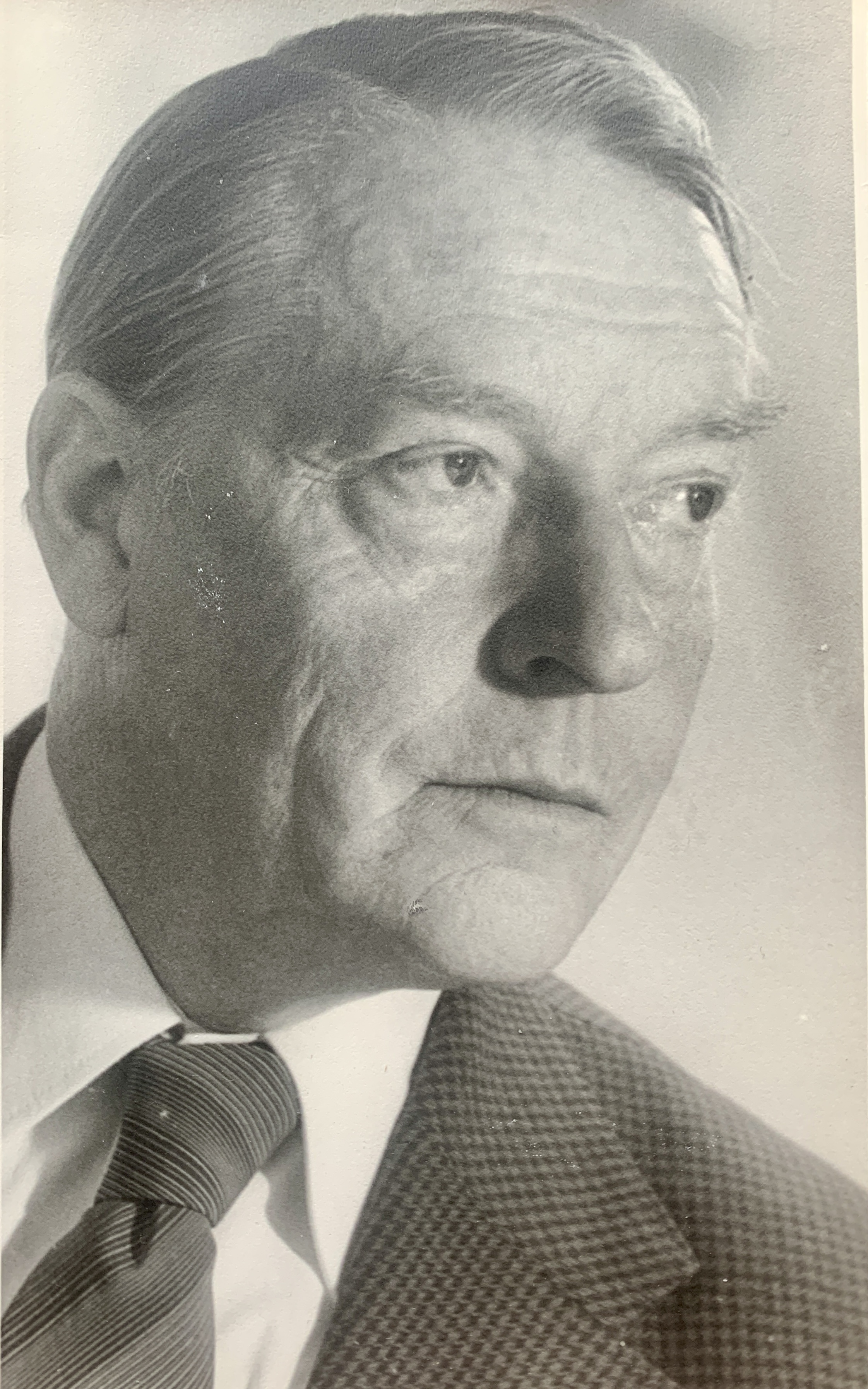
Max Martin Stein in späteren Jahren

## Frühe Kompositionen
- Toccata und Fuge in d-Moll op. 1 (Breitkopf & Härtel, Nr. 5607)
- Trio -Sonate G-Dur op. 2 (Breitkopf & Härtel, Nr. 5609)
- Drei Motetten op. 3 (Breitkopf & Härtel, Nr. 3448)

## Schüler
Unter seinen Schülern waren unter anderem Kurt Masur, Richard Trimborn, Ulrich Rademacher, Michael Rische, Mark-Andreas Schlingensiepen und Ralf Gothóni.

## Würdigung
- Mitglied der Max Reger-Gesellschaft Karlsruhe (MRG), Karlsruhe
- Mitglied der Internationalen Johann Sebastian Bach Akademie, Berlin
- Mitglied der Mozart Gesellschaft Salzburg
- Ehrenbürger von Gwangju (Südkorea)

## Diskografie (Auswahl)
- Franz Schubert: Die letzten drei Klaviersonaten Opus Posthum, Ursina Motette Verlag
- Ludwig van Beethoven, Johannes Brahms, Max Reger – mit Hansjörg von Löw, Garnet Verlag
  - Variationen C-Dur WoO67 über ein Thema des Grafen von Waldstein (Beethoven)
  - Andante und Variationen über ein Thema von Joseph Haydn op. 56b (Brahms)
  - Introduktion, Passacaglia und Fuge h-moll op. 96 (Reger)
- Schumann – Brahms – Reger – mit Hansjörg von Löw, Garnet Verlag
  - Andante und Variationen B-Dur op. 46 (Schumann)
  - 5 Walzer op. 39 (Brahms)
  - Variationen und Fuge B-Dur über ein Thema von Ludwig van Beethoven op. 86 (Reger)
- Mozart – Strawinsky – Reger – mit Hansjörg von Löw, Garnet Verlag
  - Larghetto und Allegro ES-Dur KV deest (Mozart)
  - Sonata fort wo Pianos (1943 – 1944) (Strawinsky)
  - Variationen und Fuge über ein Thema von Wolfgang Amadeus Mozart op. 132a (Reger)
- Der „Neue Mozart“ – mit Hansjörg von Löw, Bärenreiter-Verlag
  - Larghetto und Allegro Es-Dur (Mozart)
- Internationale Interpreten spielen Werke von Schubert, Schumann, Mendelssohn-Bartholdy, Brahms, Liszt, Chopin, Garnet Verlag
  - Impromptu c-Moll op. 90 Nr. 1 (Schubert)

## Buchveröffentlichung
- Als Autor: Der heitere Reger. Leipzig: Breitkopf & Härtel, 1969.